# Kapurthala (Distrikt)
Der Distrikt Kapurthala (Panjabi ਕਪੂਰਥਲਾ ਜ਼ਿਲ੍ਹਾ) ist ein Distrikt im indischen Bundesstaat Punjab.
Der Fürstenstaat Kapurthala existierte 1772–1948.
Der heutige Distrikt besteht aus zwei Teilgebieten, die westlich bzw. östlich der Stadt Jalandhar liegen.
Der westliche Teil umfasst die Tehsils Bhulath, Kapurthala und Sultanpur Lodhi während der östliche Teil aus dem Tehsil Phagwara besteht. Der Fluss Beas bildet die westliche Distriktgrenze.
Der Distrikt Kapurthala gehört zur Division Jalandhar.
Er umfasst eine Fläche von 1633 km². Verwaltungssitz ist die gleichnamige Stadt Kapurthala.

## Bevölkerung
Die Einwohnerzahl betrug beim Zensus 2011 754.521, 10 Jahre zuvor waren es noch 754.521.
Das Geschlechterverhältnis lag bei 912 Frauen auf 1000 Männer. Die Alphabetisierungsrate lag bei 79,07 % (83,15 % bei Männern, 74,63 % bei Frauen).
55,66 % der Bevölkerung sind Sikhs, 41,23 % Hinduisten.

## Verwaltungsgliederung
Der Distrikt ist in 4 Tehsils gegliedert:
- Bhulath
- Kapurthala
- Phagwara
- Sultanpur Lodhi

Ferner gibt es 4 Sub-Divisionen, 2 Sub-Tehsils und 5 Blöcke unterteilt.
Einzige Municipal Corporation im Distrikt ist Phagwara.
Städte vom Status eines Municipal Councils sind:
- Kapurthala
- Sultanpur Lodhi

Städte vom Status eines Nagar Panchayats sind:
- Begowal
- Nadala
- Bhulath
- Dhilwan